# Nicetes Bizantí
Nicetes Bizantí (en llatí Nicetas Byzantinus, en grec Νικήτας) va ser un monjo romà d'Orient que va viure al segle xii, cap a l'any 1120.
Va escriure Tractatus Apologeticus pro Synodo Chalcedonensi adversus Armeniae Principem, publicat per Lleó Al·laci a Graecia Orthodoxa (Roma, 1652). Aquesta obra alguns l'han atribuït a Nicetes Paflagó.